# Obyvatelstvo Švédska

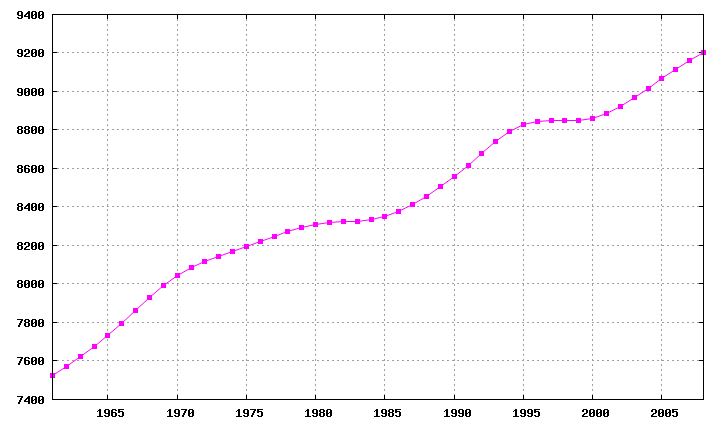
Populace Švédska, 1961 až 2003. Populace se během šedesátých a sedmdesátých let zvětšila ze 7,5 na 8,3 milionu. Po fázi stagnaci na počátku osmdesátých let populace dále rostla z 8,3 na 8,8 milionu během let 1987 až 1997, poté následovala další fáze stagnace (následovaná dalším zvýšením z 8,8 na 9,3 milionu v letech 2004 až 2010)

Hustota zalidnění ve švédských oblastech.
obyvatelé/km²
0-9.9
10-24.9
25-49.9
50-99.9
100-199.9
200+

Počet obyvatel Švédska činil v k 31. srpnu 2015 odhadem 9 816 666 lidí. K 30. červnu 2009 to pro srovnání bylo 9 292 359 obyvatel.. K 31. prosinci 2013 dosahoval počet obyvatel čísla 9,64 milionu.
Švédsko je jednou z nejřidčeji zalidněných zemí Evropy - hodnota dosahuje počtu 21,5 lidí na kilometr čtvereční. Největší hustota zalidnění v rámci Švédska je v oblasti Öresundu na jihu (provincie Skåne) a v okolí jezera Mälaren ve středním Švédsku (provincie Stockholm). Zhruba 85 % obyvatel žije v městských oblastech.
Rok 2015 – naděje dožití, muži 83 let a ženy 85 let.

## Přirozený pohyb
Švédsko patří k evropským zemím s nejvyšším ukazatelem úhrnné plodnosti (1,91 k 31. prosinci 2008), přesto však přirozený přírůstek i zde dosahuje velmi nízkých hodnot: 2‰ v roce 2008, -0,3‰ v roce 2000, 3,4‰ v roce 1990, 0,7‰ v roce 1980, 3,7‰ v roce 1970 a 3,7‰ v roce 1960. Jak ukazuje graf míra porodnosti zaznamenala značné oživení na konci druhé světové války (v roce 1945 135 373 živě narozených) a od té doby převážně klesala - ke krátkodobému zvýšení došlo periodicky v letech 1964–1967 a 1990–1992. Naopak historického minima dosáhla porodnost nejprve v roce 1981 (91 780 živě narozených) a poté v roce 1999 (88 173 živě narozených).
Obyvatelé Švédska se dožívají průměrného věku 80,86 let, což je mezi státy světa řadí na 8. místo a v Evropě po Andoře, San Marinu a Francii na 4. místo.

## Národnostní složení
Pokud jde o národnostní složení v etnickém slova smyslu, oficiální statistiky se o něm vůbec nezmiňují, mateřský jazyk spoluobčanů není pro Švédy podstatnou informací. Zaznamenává se však země původu u imigrantů a lidí, jejichž oba rodiče jsou imigranti. Díky vysoké míře imigrace podpořené tolerancí Švédů vůči cizincům a především štědrou sociální a integrační politikou je současná švédská populace značně multikulturní. Významnou původní národnostní menšinou jsou Sámové (dříve označovaní Laponci) obývající nejsevernější část Švédska.

### Imigrace
Podle oficiálních statistik bylo v roce 2008 ve Švédsku evidováno 562,1 tis. cizinců (v roce 2003 492,0 tis.), z toho největšími skupinami byli přistěhovalci z Finska (175,1 tis.), Iráku (109,4 tis.), Srbska resp. bývalé Jugoslávie (83,0 tis.), Polska (63,8 tis.), Íránu (57,7 tis.), Bosny a Hercegoviny, Dánska (46,2 tis.), Norska (44,3 tis.) a Turecka (39,2 tis.). Podíl obyvatel narozených v zahraničí ovšem činí 13,8% a v součtu s osobami narozenými ve Švédsku s oběma rodiči narozenými v zahraničí činí podíl osob s imigrantským původem 17,9% (k 31. prosinci 2008). Protože většina skupin imigrantů si udržuje vyšší míru porodnosti než etničtí Švédové, podíl populace s imigrantskými kořeny v budoucnosti poroste.
V polovině 70. let 20. století začala vznikat politika integrace cizinců, kteří do Švédska přicházeli za prací už od konce druhé světové války. Tehdy mezi hlavní principy integrační politiky patřila svoboda volby (cizinec se může rozhodnout, zda si ponechá svoji vlastní kulturní identitu nebo přijme švédskou). Proto stát umožňuje imigrantům rozvíjet své kulturní a lingvistické tradice - jedním z prostředků je výuka mateřského jazyka na školách. Švédsko je jedinou zemí v Evropě, kde zákon zaručuje dětem imigrantů hodiny rodného jazyka na základních i středních školách. Podporu ostatních aktivit (etnická média, spolky přistěhovalců,...) stát v dalších letech v rámci snižování veřejných výdajů musel omezit. Ve švédských školách se učí zhruba šedesát jazyků imigrantů (nejčastěji arabština, bosenština, finština a albánština). Přesto však na předměstí tří největších švédských měst - Stockholmu, Göteborgu a Malmö, kde žije většina přistěhovalců, ke značné segregaci přistěhovalců. Na těchto předměstích nezaměstnanost často přesahuje 50%. Únik z těchto ghett cizincům ztěžují potíže při hledání práce nebo bytu. Štědrý systém dávek navíc z řady imigrantů první i druhé generace vytvořil dlouhodobé klienty sociálního státu. Příkladem je malmöské předměstí Rosengard, které obývají téměř výlučně jen cizinci, převážně muslimové.
Podle studie Migration Integration Policy Index (MIPEX), která vznikla ve spolupráci dvaceti organizací pod vedením British Council, jsou ve Švédsku ze všech zemí EU nejpříznivější podmínky života cizinců. Cizinci tu mají nejsnazší přístup na pracovní trh - s alespoň ročním povolením k pobytu zde mohou pracovat ve všech sektorech nebo začít podnikat. Švédský stát pořádá pro nezaměstnané cizince školení a jazykové kurzy, cizincům, kteří v zemi alespoň dva roky pracují nebo se starají o děti, umožňuje studovat za finanční podpory. Při ztrátě zaměstnání neztrácí cizinci automaticky právo na pobyt, ale mají možnost hledat si zaměstnání jiné, mohou tak libovolně práci měnit. Švédsko vyniká i v dalších hodnocených oblastech - právo na sloučení rodiny (vyřízení žádosti o sloučení trvá ve Švédsku do devíti měsíců), možnost získání trvalého pobytu a státního občanství, ve Švédsku může cizinec, který v zemi pobývá tři roky, volit v místních a regionálních volbách a být volen do místního zastupitelstva. Nejlepší podmínky má Švédsko i v oblasti antidiskriminačních opatření - zákon zde cizincům dává právo bránit se proti přímé i nepřímé diskriminaci ve veřejném a privátním sektoru z důvodů rasových, náboženských a národnostních. Specializované agentury poskytují obětem diskriminace nezávislé právní služby.
Podle průzkumu z roku 2012 žilo v zemi 1 473 256 lidí, kteří se narodili v jiné zemi, což bylo 15 % celkové populace.

## Demografická statistika od roku 1900
Data podle SCB, která vydává oficiální švédské statistiky.

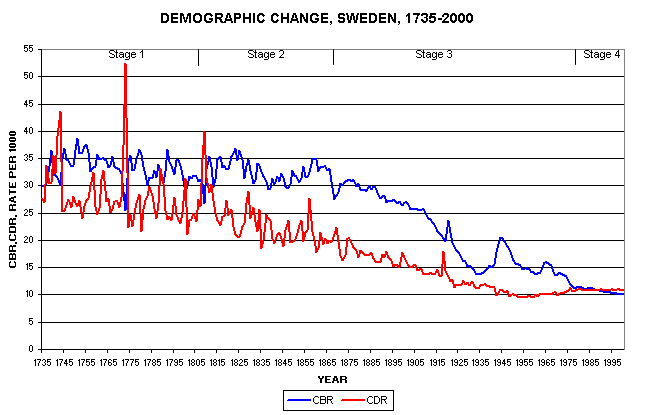
Graf vývoje porodnosti (modře) a úmrtnosti (červeně) ve Švédsku v letech 1735–2000

|      | Populace (x 1000) | Živě narození | Úmrtí   | Přirozená změna | Hrubá míra porodnosti (na 1000 obyv.) | Hrubá míra úmrtnosti (na 1000 obyv.) | Přirozená změna (na 1000 obyv.) | Plodnost |
| ---- | ----------------- | ------------- | ------- | --------------- | ------------------------------------- | ------------------------------------ | ------------------------------- | -------- |
| 1900 | 5 117             | 138 139       | 86 146  | 51 993          | 27,0                                  | 16,8                                 | 10,2                            | 4,02     |
| 1901 | 5 156             | 139 370       | 82 772  | 56 598          | 27,0                                  | 16,1                                 | 11,0                            | 4,04     |
| 1902 | 5 187             | 137 364       | 79 722  | 57 642          | 26,5                                  | 15,4                                 | 11,1                            | 3,95     |
| 1903 | 5 210             | 133 896       | 78 610  | 55 286          | 25,7                                  | 15,1                                 | 10,6                            | 3,82     |
| 1904 | 5 241             | 134 952       | 80 152  | 54 800          | 25,7                                  | 15,3                                 | 10,5                            | 3,83     |
| 1905 | 5 278             | 135 409       | 82 443  | 52 966          | 25,7                                  | 15,6                                 | 10,0                            | 3,83     |
| 1906 | 5 316             | 136 620       | 76 366  | 60 254          | 25,7                                  | 14,4                                 | 11,3                            | 3,81     |
| 1907 | 5 357             | 136 793       | 78 149  | 58 644          | 25,5                                  | 14,6                                 | 10,9                            | 3,77     |
| 1908 | 5 404             | 138 874       | 80 568  | 58 306          | 25,7                                  | 14,9                                 | 10,8                            | 3,79     |
| 1909 | 5 453             | 139 505       | 74 538  | 64 967          | 25,6                                  | 13,7                                 | 11,9                            | 3,71     |
| 1910 | 5 499             | 135 625       | 77 212  | 58 413          | 24,7                                  | 14,0                                 | 10,6                            | 3,60     |
| 1911 | 5 542             | 132 977       | 76 462  | 56 515          | 24,0                                  | 13,8                                 | 10,2                            | 3,49     |
| 1912 | 5 583             | 132 868       | 79 241  | 53 627          | 23,8                                  | 14,2                                 | 9,6                             | 3,44     |
| 1913 | 5 621             | 130 200       | 76 724  | 53 476          | 23,2                                  | 13,6                                 | 9,5                             | 3,32     |
| 1914 | 5 659             | 129 458       | 78 311  | 51 147          | 22,9                                  | 13,8                                 | 9,0                             | 3,29     |
| 1915 | 5 696             | 122 997       | 83 587  | 39 410          | 21,6                                  | 14,7                                 | 6,9                             | 3,06     |
| 1916 | 5 735             | 121 679       | 77 771  | 43 908          | 21,2                                  | 13,6                                 | 7,7                             | 2,99     |
| 1917 | 5 779             | 120 855       | 77 385  | 43 470          | 20,9                                  | 13,4                                 | 7,5                             | 2,93     |
| 1918 | 5 807             | 117 955       | 104 594 | 13 361          | 20,3                                  | 18,0                                 | 2,3                             | 2,83     |
| 1919 | 5 830             | 115 193       | 84 289  | 30 904          | 19,8                                  | 14,5                                 | 5,3                             | 2,72     |
| 1920 | 5 876             | 138 753       | 78 128  | 60 625          | 23,6                                  | 13,3                                 | 10,3                            | 3,22     |
| 1921 | 5 929             | 127 723       | 73 536  | 54 187          | 21,5                                  | 12,4                                 | 9,1                             | 2,93     |
| 1922 | 5 971             | 116 946       | 76 343  | 40 603          | 19,6                                  | 12,8                                 | 6,8                             | 2,66     |
| 1923 | 5 997             | 113 435       | 68 424  | 45 011          | 18,9                                  | 11,4                                 | 7,5                             | 2,55     |
| 1924 | 6 021             | 109 055       | 72 001  | 37 054          | 18,1                                  | 12,0                                 | 6,2                             | 2,43     |
| 1925 | 6 045             | 106 292       | 70 918  | 35 374          | 17,6                                  | 11,7                                 | 5,9                             | 2,34     |
| 1926 | 6 064             | 102 007       | 71 344  | 30 663          | 16,8                                  | 11,8                                 | 5,1                             | 2,22     |
| 1927 | 6 081             | 97 994        | 77 219  | 20 775          | 16,1                                  | 12,7                                 | 3,4                             | 2,11     |
| 1928 | 6 097             | 97 868        | 73 267  | 24 601          | 16,1                                  | 12,0                                 | 4,0                             | 2,08     |
| 1929 | 6 113             | 92 861        | 74 538  | 18 323          | 15,2                                  | 12,2                                 | 3,0                             | 1,95     |
| 1930 | 6 131             | 94 220        | 71 790  | 22 430          | 15,4                                  | 11,7                                 | 3,7                             | 1,96     |
| 1931 | 6 152             | 91 074        | 77 121  | 13 953          | 14,8                                  | 12,5                                 | 2,3                             | 1,88     |
| 1932 | 6 176             | 89 779        | 71 459  | 18 320          | 14,5                                  | 11,6                                 | 3,0                             | 1,83     |
| 1933 | 6 201             | 85 020        | 69 607  | 15 413          | 13,7                                  | 11,2                                 | 2,5                             | 1,72     |
| 1934 | 6 222             | 85 092        | 69 921  | 15 171          | 13,7                                  | 11,2                                 | 2,4                             | 1,67     |
| 1935 | 6 242             | 85 906        | 72 813  | 13 093          | 13,8                                  | 11,7                                 | 2,1                             | 1,70     |
| 1936 | 6 259             | 88 938        | 74 836  | 14 102          | 14,2                                  | 12,0                                 | 2,3                             | 1,75     |
| 1937 | 6 276             | 90 373        | 75 392  | 14 981          | 14,4                                  | 12,0                                 | 2,4                             | 1,77     |
| 1938 | 6 297             | 93 946        | 72 693  | 21 253          | 14,9                                  | 11,5                                 | 3,4                             | 1,84     |
| 1939 | 6 326             | 97 380        | 72 876  | 24 504          | 15,4                                  | 11,5                                 | 3,9                             | 1,90     |
| 1940 | 6 356             | 95 778        | 72 748  | 23 030          | 15,1                                  | 11,4                                 | 3,6                             | 1,86     |
| 1941 | 6 389             | 99 727        | 71 910  | 27 817          | 15,6                                  | 11,3                                 | 4,4                             | 1,92     |
| 1942 | 6 432             | 113 961       | 63 741  | 50 220          | 17,7                                  | 9,9                                  | 7,8                             | 2,19     |
| 1943 | 6 491             | 125 392       | 66 105  | 59 287          | 19,3                                  | 10,2                                 | 9,1                             | 2,41     |
| 1944 | 6 560             | 134 991       | 72 284  | 62 707          | 20,6                                  | 11,0                                 | 9,6                             | 2,61     |
| 1945 | 6 636             | 135 373       | 71 901  | 63 472          | 20,4                                  | 10,8                                 | 9,6                             | 2,63     |
| 1946 | 6 719             | 132 597       | 70 635  | 61 962          | 19,7                                  | 10,5                                 | 9,2                             | 2,57     |
| 1947 | 6 803             | 128 779       | 73 579  | 55 200          | 18,9                                  | 10,8                                 | 8,1                             | 2,50     |
| 1948 | 6 883             | 126 683       | 67 693  | 58 990          | 18,4                                  | 9,8                                  | 8,6                             | 2,47     |
| 1949 | 6 956             | 121 272       | 69 537  | 51 735          | 17,4                                  | 10,0                                 | 7,4                             | 2,39     |
| 1950 | 7 014             | 115 414       | 70 296  | 45 118          | 16,5                                  | 10,0                                 | 6,4                             | 2,28     |
| 1951 | 7 073             | 110 168       | 69 799  | 40 369          | 15,6                                  | 9,9                                  | 5,7                             | 2,20     |
| 1952 | 7 125             | 110 192       | 68 270  | 41 922          | 15,5                                  | 9,6                                  | 5,9                             | 2,22     |
| 1953 | 7 171             | 110 144       | 69 553  | 40 591          | 15,4                                  | 9,7                                  | 5,7                             | 2,25     |
| 1954 | 7 213             | 105 096       | 69 030  | 36 066          | 14,6                                  | 9,6                                  | 5,0                             | 2,18     |
| 1955 | 7 262             | 107 305       | 68 634  | 38 671          | 14,8                                  | 9,5                                  | 5,3                             | 2,25     |
| 1956 | 7 315             | 107 960       | 70 205  | 37 755          | 14,8                                  | 9,6                                  | 5,2                             | 2,29     |
| 1957 | 7 364             | 107 168       | 73 132  | 34 036          | 14,6                                  | 9,9                                  | 4,6                             | 2,29     |
| 1958 | 7 409             | 105 502       | 71 065  | 34 437          | 14,2                                  | 9,6                                  | 4,6                             | 2,26     |
| 1959 | 7 446             | 104 743       | 70 889  | 33 854          | 14,1                                  | 9,5                                  | 4,5                             | 2,29     |
| 1960 | 7 480             | 102 219       | 75 093  | 27 126          | 13,7                                  | 10,0                                 | 3,6                             | 2,17     |
| 1961 | 7 520             | 104 501       | 73 555  | 30 946          | 13,9                                  | 9,8                                  | 4,1                             | 2,21     |
| 1962 | 7 562             | 107 284       | 76 791  | 30 493          | 14,2                                  | 10,2                                 | 4,0                             | 2,25     |
| 1963 | 7 604             | 112 903       | 76 460  | 36 443          | 14,8                                  | 10,1                                 | 4,8                             | 2,33     |
| 1964 | 7 661             | 122 664       | 76 661  | 46 003          | 16,0                                  | 10,0                                 | 6,0                             | 2,47     |
| 1965 | 7 734             | 122 806       | 78 194  | 44 612          | 15,9                                  | 10,1                                 | 5,8                             | 2,39     |
| 1966 | 7 808             | 123 354       | 78 440  | 44 914          | 15,8                                  | 10,0                                 | 5,8                             | 2,37     |
| 1967 | 7 868             | 121 360       | 79 783  | 41 577          | 15,4                                  | 10,1                                 | 5,3                             | 2,28     |
| 1968 | 7 914             | 113 087       | 82 476  | 30 611          | 14,3                                  | 10,4                                 | 3,9                             | 2,07     |
| 1969 | 7 968             | 107 622       | 83 352  | 24 270          | 13,5                                  | 10,5                                 | 3,0                             | 1,94     |
| 1970 | 8 043             | 110 150       | 80 026  | 30 124          | 13,7                                  | 9,9                                  | 3,7                             | 1,94     |
| 1971 | 8 098             | 114 484       | 82 717  | 31 767          | 14,1                                  | 10,2                                 | 3,9                             | 1,98     |
| 1972 | 8 122             | 112 273       | 84 051  | 28 222          | 13,8                                  | 10,3                                 | 3,5                             | 1,93     |
| 1973 | 8 137             | 109 663       | 85 640  | 24 023          | 13,5                                  | 10,5                                 | 3,0                             | 1,88     |
| 1974 | 8 161             | 109 874       | 86 316  | 23 558          | 13,5                                  | 10,6                                 | 2,9                             | 1,91     |
| 1975 | 8 193             | 103 632       | 88 208  | 15 424          | 12,6                                  | 10,8                                 | 1,9                             | 1,78     |
| 1976 | 8 222             | 98 345        | 90 677  | 7 668           | 12,0                                  | 11,0                                 | 0,9                             | 1,70     |
| 1977 | 8 252             | 96 057        | 88 202  | 7 855           | 11,6                                  | 10,7                                 | 1,0                             | 1,64     |
| 1978 | 8 276             | 93 248        | 89 681  | 3 567           | 11,3                                  | 10,8                                 | 0,4                             | 1,61     |
| 1979 | 8 294             | 96 255        | 91 074  | 5 181           | 11,6                                  | 11,0                                 | 0,6                             | 1,66     |
| 1980 | 8 310             | 97 064        | 91 800  | 5 264           | 11,7                                  | 11,0                                 | 0,6                             | 1,69     |
| 1981 | 8 320             | 94 065        | 92 034  | 2 031           | 11,3                                  | 11,1                                 | 0,2                             | 1,63     |
| 1982 | 8 325             | 92 748        | 90 671  | 2 077           | 11,1                                  | 10,9                                 | 0,2                             | 1,60     |
| 1983 | 8 329             | 91 780        | 90 791  | 989             | 11,0                                  | 10,9                                 | 0,1                             | 1,61     |
| 1984 | 8 337             | 93 889        | 90 483  | 3 406           | 11,3                                  | 10,9                                 | 0,4                             | 1,66     |
| 1985 | 8 350             | 98 463        | 94 032  | 4 431           | 11,8                                  | 11,3                                 | 0,5                             | 1,74     |
| 1986 | 8 370             | 101 950       | 93 295  | 8 655           | 12,2                                  | 11,1                                 | 1,0                             | 1,79     |
| 1987 | 8 398             | 104 699       | 93 307  | 11 392          | 12,5                                  | 11,1                                 | 1,4                             | 1,84     |
| 1988 | 8 437             | 112 080       | 96 743  | 15 337          | 13,3                                  | 11,5                                 | 1,8                             | 1,96     |
| 1989 | 8 493             | 116 023       | 92 110  | 23 913          | 13,7                                  | 10,8                                 | 2,8                             | 2,02     |
| 1990 | 8 559             | 123 938       | 95 161  | 28 777          | 14,5                                  | 11,1                                 | 3,4                             | 2,14     |
| 1991 | 8 617             | 123 737       | 95 202  | 28 535          | 14,4                                  | 11,0                                 | 3,3                             | 2,12     |
| 1992 | 8 668             | 122 848       | 94 710  | 28 138          | 14,2                                  | 10,9                                 | 3,2                             | 2,09     |
| 1993 | 8 719             | 117 998       | 97 008  | 20 990          | 13,5                                  | 11,1                                 | 2,4                             | 2,00     |
| 1994 | 8 781             | 112 257       | 91 844  | 20 413          | 12,8                                  | 10,5                                 | 2,3                             | 1,90     |
| 1995 | 8 831             | 103 326       | 96 910  | 6 416           | 11,7                                  | 11,0                                 | 0,7                             | 1,74     |
| 1996 | 8 843             | 95 297        | 94 133  | 1 164           | 10,8                                  | 10,6                                 | 0,1                             | 1,61     |
| 1997 | 8 846             | 89 171        | 92 674  | -3 503          | 10,1                                  | 10,5                                 | -0,4                            | 1,52     |
| 1998 | 8 851             | 88 384        | 92 891  | -4 507          | 10,0                                  | 10,5                                 | -0,5                            | 1,51     |
| 1999 | 8 858             | 88 173        | 94 726  | -6 553          | 10,0                                  | 10,7                                 | -0,7                            | 1,50     |
| 2000 | 8 872             | 90 441        | 93 285  | -2 844          | 10,2                                  | 10,5                                 | -0,3                            | 1,54     |
| 2001 | 8 896             | 91 466        | 93 752  | -2 286          | 10,3                                  | 10,5                                 | -0,3                            | 1,57     |
| 2002 | 8 925             | 95 815        | 95 009  | 806             | 10,7                                  | 10,6                                 | 0,1                             | 1,65     |
| 2003 | 8 958             | 99 157        | 92 961  | 6 196           | 11,1                                  | 10,4                                 | 0,7                             | 1,71     |
| 2004 | 8 994             | 100 928       | 90 532  | 10 396          | 11,2                                  | 10,1                                 | 1,2                             | 1,75     |
| 2005 | 9 030             | 101 346       | 91 710  | 9 636           | 11,2                                  | 10,2                                 | 1,1                             | 1,77     |
| 2006 | 9 081             | 105 913       | 91 177  | 14 736          | 11,7                                  | 10,0                                 | 1,6                             | 1,85     |
| 2007 | 9 148             | 107 421       | 91 729  | 15 692          | 11,7                                  | 10,0                                 | 1,7                             | 1,88     |
| 2008 | 9 220             | 109 301       | 91 449  | 17 852          | 11,9                                  | 9,9                                  | 1,9                             | 1,91     |
| 2009 | 9 299             | 111 801       | 90 080  | 21 721          | 12,0                                  | 9,7                                  | 2,3                             | 1,94     |
| 2010 | 9 378             | 115 641       | 90 487  | 25 154          | 12,3                                  | 9,6                                  | 2,7                             | 1,98     |
| 2011 | 9 449             | 111 770       | 89 938  | 21 832          | 11,8                                  | 9,5                                  | 2,3                             | 1,90     |
| 2012 | 9 519             | 113 177       | 91 938  | 21 239          | 11,9                                  | 9,7                                  | 2,2                             | 1,91     |
| 2013 | 9 644             | 113 593       | 90 402  | 23 191          | 11,8                                  | 9,4                                  | 2,4                             | 1,89     |
| 2014 | 9 747             | 114 907       | 88 976  | 25 931          | 11,9                                  | 9,2                                  | 2,7                             | 1,88     |
| 2015 | 9 850             | 115 700       | 85 500  | 30 200          | 12,0                                  | 8,5                                  | 3,5                             | 1,90     |
| 2016 | 9 905             | 116 100       | 75 500  | 40 600          | 12,1                                  | 7,5                                  | 4,6                             | 1,94     |

## Jazyk
Švédština je severogermánský jazyk, podobný norštině a dánštině, kterým hovoří většina obyvatel Švédska. Základem švédštiny je de facto dánština a všechny tři jazyky jsou si vzájemně bez potíží srozumitelné. Zajímavé je, že švédský parlament švédštinu nikdy neschválil jako úřední jazyk Švédska. Označuje se pouze jako „hlavní jazyk“ (huvudspråk). Od roku 1999 je ovšem schváleno 5 jazyků menšin (finština, meänkieli – tornedalská finština, romština, laponština a jidiš), které je možno používat v úředním styku ve vybraných regionech.

## Náboženské složení
Většina (66 %) populace se hlásí k luteránské Švédské církvi. K římskokatolické církvi se většinou hlásí přistěhovalci a Švédové s přistěhovaleckými kořeny (zejména pak Poláci a Chorvati, kteří mají ve velkých městech bohoslužby ve vlastním jazyce). Díky imigraci však narůstá především počet muslimů.

## Největší města

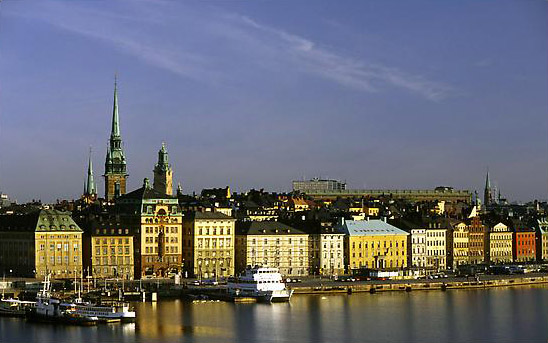
Stockholm, Staré Město (Gamla Stan)

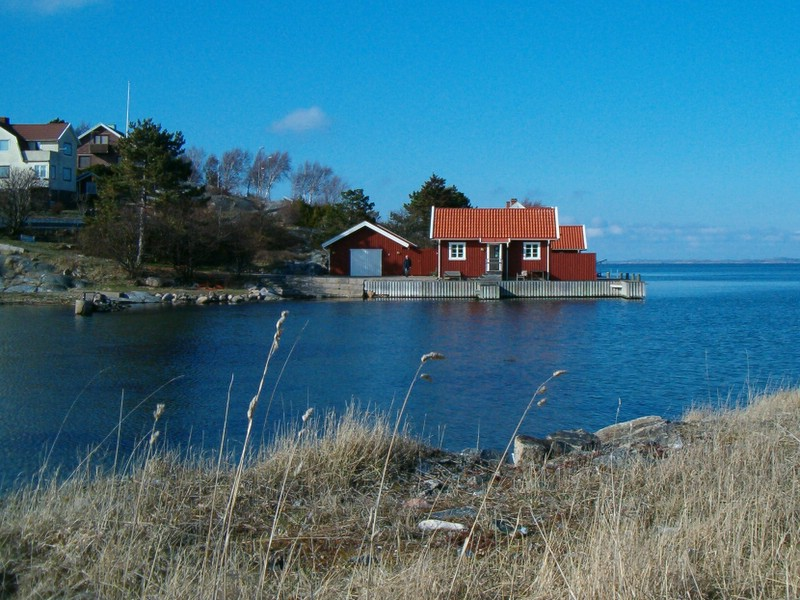
Ostrov Halsö v Göteborském souostroví, severní Götaland

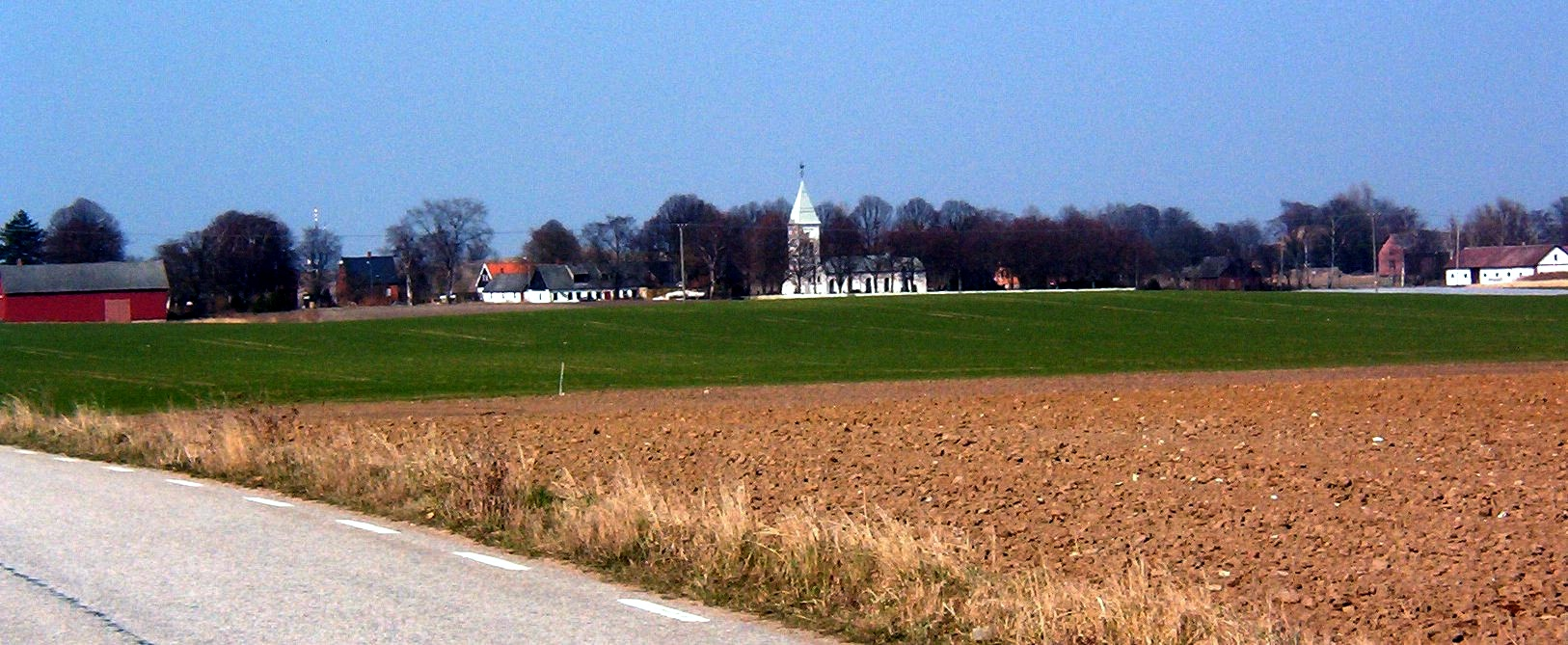
Skåne, jižní Götaland

Tabulka uvádí počet obyvatel na území obcí (kommun). Údaje jsou z 31. 12. 2006.
| Pořadí | Obec (město) | Počet obyvatel | Rozloha [km²] | Hustota zalidnění [obyv./km²] |
| ------ | ------------ | -------------- | ------------- | ----------------------------- |
| 1      | Stockholm    | 851 600        | 377,3         | 4 124,91                      |
| 2      | Göteborg     | 516 100        | 450,71        | 1 080,58                      |
| 3      | Malmö        | 294 000        | 155,56        | 1 752,60                      |
| 4      | Uppsala      | 191 000        | 2 189,10      | 84,01                         |
| 5      | Linköping    | 138 580        | 1 435,80      | 96,08                         |
| 6      | Västerås     | 132 920        | 962,78        | 137,46                        |
| 7      | Örebro       | 128 977        | 1 380,11      | 92,87                         |
| 8      | Norrköping   | 125 463        | 1 503,61      | 82,95                         |
| 9      | Helsingborg  | 123 389        | 346,25        | 353,35                        |
| 10     | Jönköping    | 122 194        | 1 488,75      | 81,43                         |
| 11     | Umeå         | 115 240        | 2 331,39      | 47,58                         |
| 12     | Lund         | 103 286        | 430,27        | 238,11                        |
| 13     | Borås        | 100 221        | 915,22        | 108,88                        |
| 14     | Sundsvall    | 94 516         | 3 208,70      | 29,33                         |
| 15     | Gävle        | 92 416         | 1 615,07      | 57,12                         |